# Ich mach dich glücklich
Ich mach dich glücklich ist eine Filmkomödie des Regisseurs Sándor Szlatinay aus dem Jahr 1949. In der Hauptrolle verkörpert Heinz Rühmann den am Anfang seiner Karriere stehenden Zeitungsreporter Peter Krüger. Der Film ist ein Remake des ungarischen Films Boldoggá teszlek (1944) nach einem Lustspiel von Gábor von Vaszary.

## Handlung
Peter Krüger, ein aufstrebender, junger Zeitungsreporter, erhält von der Tochter des Chefredakteurs der Zeitung ein Geldgeschenk in Höhe von 500 Mark. Er hält das Geschenk jedoch für einen üblen Streich und weigert sich, es anzunehmen. Im weiteren Verlauf der Filmhandlung wird er zwar zunächst von seinem Chef entlassen, nach einigen Turbulenzen und situationsbedingten Komiken erfährt die Geschichte gegen Ende dennoch ein Happy End.

## Produktionsnotizen
Der Film wurde im Atelier der Bavaria Film in Geiselgasteig gedreht. Die Außenaufnahmen entstanden in München und Umgebung. Ich mach dich glücklich kam am 2. Dezember 1949 in Düsseldorf in die deutschen Kinos. Weitere Erscheinungstermine (im Ausland) waren der 28. Februar 1950 in Österreich und der 16. März 1951 in Finnland.

## Kritiken
„Nette Tändelei.“